# István Werbőczy

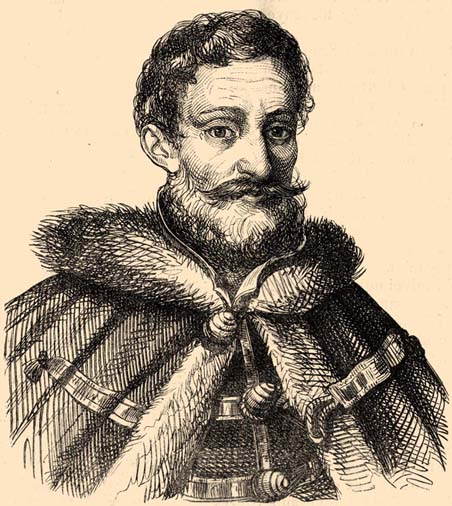
István Werbőczy

István Werbőczy (of Stephen Werbőcz) (1465-1541) was een Hongaars jurist en staatsman die voor het eerst bekend werd als geleerde en theoloog van zo'n vooraanstaandheid dat hij Keizer Karel V mocht vergezellen naar Worms om daar de 'knuppels op te nemen' tegen Maarten Luther.

## Carrière
Hij begon zijn politieke carrière als afgevaardigde van het comitaat Ugocsa in de Landdag van 1498. Zijn welsprekendheid en geleerdheid heeft een grote invloed gehad in het verkrijgen van een uitbreiding van de privileges van de adel en de uitsluiting van alle buitenlandse concurrenten voor de Hongaarse troon in toekomstige verkiezingen. Hij was de woordvoerder van de adel tegen de magnaten en prelaten in de Landdag van 1500, 1501 en 1505. In deze laatste Landdag drong hij aan, in een verzoekschrift aan de koning, dat de wet gelijk moet en bindend moet zijn voor alle adel en dat het principe van een nationale monarchie stevig in de hoofden van de mensen moest zitten.
Het meest opvallende bewijs van zijn populariteit op dat moment is dat de Landdag stemde om hem 2 denarii te geven per gezin in Hongarije om hem te belonen voor zijn diensten in 1505. Dit is een ongeëvenaarde omstandigheid in de Hongaarse geschiedenis. In 1517 werd Werbőczy aangeduid als voogd van het kind Lodewijk II en werd hij op een buitenlandse missie gezonden om hulp van het Christendom tegen de Turken te verwerven. Bij zijn terugkeer vond hij de strijd tussen de partijen feller dan ooit en het land in totale anarchie.
Op de Landdag van Hatvan, op 25 juni 1525, leverde hij een verzoenende rede die zo'n invloed had op de vergadering dat men hem verkoos tot palatijn. In de korte tijd dat hij dat ambt behield, probeerde hij op onzelfzuchtige en moedige wijze zowel de koning als het volk te dienen om de trots van de magnaten, die primair verantwoordelijk waren voor het verval van het rijk, te vernederen. Maar hij werd afgezet ten tijde van de volgende Landdag en trok zich terug uit het publieke leven tot de verkiezing van Johan Zápolya, die zijn theorie van een nationale koning inzag en van wie hij het kanselierschap aanvaardde. Hij wijdde zich nu volledig aan de studie van de rechtsgeleerdheid. Het resultaat van zijn arbeid was het beroemde Opus tripartitum juris consuetudinarii inclyti regni Hungariae (ook wel 'Tripartitum' genoemd). Dit was het de-facto wetsboek van Hongarije tot 1848. 
De volledige Latijnse tekst van Werbőczy's 'Tripartitum' (als geprint door Singrenius in 1517) is in 2005 vertaald naar het Engels. Er werd aan gewerkt door onder andere Martyn Rady en László Péter.